# بيرني سيمبسون
بيرني سيمبسون هو سياسي كندي، ولد في 31 مايو 1942 بفانكوفر في كندا. حزبياً، نشط في الحزب الديمقراطي الجديد في كولومبيا البريطانية ‏.